# Tashkent Open
A Tashkent Open egy évente megrendezett női tenisztorna Üzbegisztán fővárosában, Taskentben.
A verseny 1999–2008-ig TIER IV, 2009–2019 között International kategóriájú volt 220 000 dollár összdíjazással. 2020-tól a WTA 125K versenysorozat része a versenynaptárban.
Az egyéni főtáblán harminckét játékos szerepel. A mérkőzéseket kemény borítású pályákon játsszák 1999 óta. A címvédő a belga Alison Van Uytvanck.

## Döntők

### Egyéni
| Év   | Győztes                 | Ellenfél a döntőben   | Eredmény a döntőben |
| ---- | ----------------------- | --------------------- | ------------------- |
| 1999 | Anná Szmasnóvá          | Laurence Courtois     | 6–3, 6–3            |
| 2000 | Iroda Tuljaganova       | Francesca Schiavone   | 6–3, 2–6, 6–3       |
| 2001 | Bianka Lamade           | Seda Noorlander       | 6–3, 2–6, 6–2       |
| 2002 | Marie-Gayanay Mikaelian | Taccjana Pucsak       | 6–4, 6–4            |
| 2003 | Virginia Ruano Pascual  | Obata Szaori          | 6–2, 7–6(2)         |
| 2004 | Nicole Vaidišová        | Virginie Razzano      | 5–7, 6–3, 6–2       |
| 2005 | Michaëlla Krajicek      | Akgul Amanmuradova    | 6–0, 4–6, 6–3       |
| 2006 | Szun Tien-tien          | Iroda Tuljaganova     | 6-2, 6-4            |
| 2007 | Pauline Parmentier      | Viktorija Azaranka    | 7–5, 6–2            |
| 2008 | Sorana Cîrstea          | Sabine Lisicki        | 2–6, 6–4, 7–6(4)    |
| 2009 | Sahar Peér              | Akgul Amanmuradova    | 6–3, 6–4            |
| 2010 | Alla Kudrjavceva        | Jelena Vesznyina      | 6–4, 6–4            |
| 2011 | Kszenyija Pervak        | Eva Birnerová         | 6–3, 6–1            |
| 2012 | Irina-Camelia Begu      | Donna Vekić           | 6–4, 6–4            |
| 2013 | Bojana Jovanovski       | Olga Govorcova        | 4–6, 7–5, 7–6(3)    |
| 2014 | Karin Knapp             | Bojana Jovanovski     | 6–2, 7–6(4)         |
| 2015 | Hibino Nao              | Donna Vekić           | 6–2, 6–2            |
| 2016 | Kristýna Plíšková       | Hibino Nao            | 6–3, 2–6, 6–3       |
| 2017 | Katerina Bondarenko     | Babos Tímea           | 6–4, 6–4            |
| 2018 | Margarita Gaszparjan    | Anasztaszija Potapova | 6–2, 6–1            |
| 2019 | Alison Van Uytvanck     | Sorana Cîrstea        | 6–2, 4–6, 6–4       |

### Páros
| Év   | Győztesek                                     | Ellenfelek a döntőben                       | Eredmény a döntőben |
| ---- | --------------------------------------------- | ------------------------------------------- | ------------------- |
| 1999 | Jevgenyija Kulikovszkaja Patricia Wartusch    | Eva Bes-Ostariz Gisela Riera-Roura          | 7–6(3), 6–0         |
| 2000 | Li Na Li Ting                                 | Iroda Tuljaganova Anna Zaporozsanova        | 3–6, 6–2, 6–4       |
| 2001 | Mandula Petra Patricia Wartusch               | Tetyana Perebijnyisz Taccjana Pucsak        | 6–1, 6–4            |
| 2002 | Tetyana Perebijnyisz Taccjana Pucsak          | Mia Buric Galina Fokina                     | 7–5, 6–2            |
| 2003 | Julija Bejhelzimer Taccjana Pucsak            | Li Ting Szun Tien-tien                      | 6–3, 7–6(0)         |
| 2004 | Adriana Serra Zanetti Antonella Serra Zanetti | Marion Bartoli Mara Santangelo              | 1–6, 6–3, 6–4       |
| 2005 | Maria Elena Camerin Émilie Loit               | Anasztaszija Rogyionova Galina Voszkobojeva | 6–3, 6–0            |
| 2006 | Viktorija Azaranka Taccjana Pucsak            | Maria Elena Camerin Emmanuelle Gagliardi    | visszaléptek        |
| 2007 | Kacjarina Dzehalevics Nasztasszja Jakimava    | Taccjana Pucsak Anasztaszija Rogyionova     | 2–6, 6–4, [10–7]    |
| 2008 | Raluca Olaru Olha Szavcsuk                    | Nyina Bratcsikova Kathrin Wörle             | 5–7, 7–5, [10–7]    |
| 2009 | Volha Havarcova Taccjana Pucsak               | Vitalija Gyjacsenko Kacjarina Dzehalevics   | 6–2, 6–7(1), [10–8] |
| 2010 | Alekszandra Panova Taccjana Pucsak            | Alexandra Dulgheru Magdaléna Rybáriková     | 6–3, 6–4            |
| 2011 | Eléni Danjilídu Vitalija Gyjacsenko           | Ljudmila Kicsenok Nagyija Kicsenok          | 6–4, 6–3            |
| 2012 | Paula Kania Palina Pehava                     | Anna Csakvetadze Vesna Dolonc               | 6–2, feladták       |
| 2013 | Babos Tímea Jaroszlava Svedova                | Olga Govorcova Mandy Minella                | 6–3, 6–3            |
| 2014 | Aleksandra Krunić Kateřina Siniaková          | Margarita Gaszparjan Alekszandra Panova     | 6–2, 6–1            |
| 2015 | Margarita Gaszparjan Alekszandra Panova       | Vera Dusevina Kateřina Siniaková            | 6–1, 3–6, [10–3]    |
| 2016 | Raluca Olaru İpek Soylu                       | Demi Schuurs Renata Voráčová                | 7–5, 6–3            |
| 2017 | Babos Tímea Andrea Hlaváčková                 | Hibino Nao Okszana Kalasnikova              | 7–5, 6–4            |
| 2018 | Olga Danilović Tamara Zidanšek                | Irina-Camelia Begu Raluca Olaru             | 7–5, 6–3            |
| 2019 | Hayley Carter Luisa Stefani                   | Dalila Jakupović Sabrina Santamaria         | 6–3, 7–6(4)         |